# تاج‌آباد (زرین‌دشت)
تاج‌آباد (زرین‌دشت)، روستایی از توابع بخش مرکزی شهرستان زرین‌دشت در استان فارس ایران است.

## اقتصاد
شغل مردم این روستا به صورت عمده کشاورزی و به میزان کمتر دامداری است.

## محصولات
در این روستا به‌طور عمده گندم جو و پنبه و همچنین گوجه فرنگی نیز کشت می‌شود. کشاورزی در این روستا به صورت آبیاری سنتی است.

## جمعیت
این روستا در دهستان خسویه قرار دارد و براساس سرشماری مرکز آمار ایران در سال ۱۳۹۵، جمعیت آن نزدیک به ۱۰۰۰ نفر قریب به دویست خانوار بوده‌است.